# Scott Humphries
Scott Humphries (n. 26 de mayo de 1976 en Greeley, Colorado) es un jugador de tenis estadounidense. Se destaca en dobles, especialidad en la que consiguió 3 títulos de ATP en 10 finales. En juniors, fue campeón individual en Wimbledon en 1994, derrotando en la final al australiano Mark Philippoussis.

## Títulos (3; 0+3)

### Dobles (3)
| Leyenda                |
| Grand Slam (0)         |
| Tennis Masters Cup (0) |
| ATP Masters Series (0) |
| ATP Tour (3)           |

| N.º | Fecha | Torneo          | Superficie | Pareja              | Oponentes en la final        | Resultado  |
| --- | ----- | --------------- | ---------- | ------------------- | ---------------------------- | ---------- |
| 1.  | 2000  | San José        | Dura       | Jan-Michael Gambill | Lucas Arnold Ker Eric Taino  | 6-1 6-4    |
| 2.  | 2000  | Tashkent        | Dura       | Justin Gimelstob    | Marius Barnard Robbie Koenig | 6-3 6-2    |
| 3.  | 2002  | Costa do Sauipe | Dura       | Mark Merklein       | Gustavo Kuerten André Sá     | 6-3 7-6(1) |